# LiveJournal
LiveJournal é um serviço de rede social, onde os usuários da Internet podem manter um blog, um jornal ou um diário. Cada usuário tem um perfil com o qual pode interagir com comunidades e outros usuários. O serviço padrão é gratuito, mas há também a possibilidade de atualizar para conta premium.
O LiveJournal iniciou em 15 de Abril de 1999 com o programador americano Brad Fitzpatrick, tendo ideia de ser uma maneira de manter seus amigos do ensino médio atualizados sobre suas atividades. Em Janeiro de 2005 a empresa Six Apart comprou a Danga Interactive, a empresa que conduzia o LiveJournal.

## História
A empresa-mãe do LiveJournal, Danga Interactive, foi formada e mantida inteiramente por Brad Fitzpatrick. Ele vendeu a empresa para a Six Apart em 2005. Os rumores da venda iminente foram relatados pela primeira vez pelo jornalista do Business 2.0, Om Malik em Janeiro de 2005. Brad Fitzpatrick confirmou a venda e insistiu que os princípios básicos do site não seriam descartados pelo novo propriedade.
O LiveJournal tornou-se extremamente popular na Rússia. LiveJournal (Russo: ЖЖ, Живой Журнал) tornou-se uma marca genérica para blogs na Rússia, e a comunidade possui algo perto de 700.000 LiveJournals russos, talvez 300.000 deles ativos. A Six Apart licenciou a marca LiveJournal para a empresa russa SUP Media em agosto de 2006. O acordo foi intermediado com a assistência de Fitzpatrick, mas russos expatriados expressaram preocupações, citando vínculos entre a empresa e a segurança do estado. Alguns também temem que a compra da comunidade pela SUP seja menos para obter lucro e mais para reduzir ou até dissolver a forte comunidade independente de blogs russos, silenciando a dissidência que o governo considerou inconveniente.
Em uma entrevista em março de 2008, Anton Nosik, consultor da SUP Media, acusou os usuários do LiveJournal de "tentar nos assustar e chantagear, ameaçando destruir nossos negócios" e disse que uma grande classe de usuários está no LiveJournal apenas para prejudicá-lo e seus donos; "o objetivo deles é criticar, desestabilizar e arruinar nossa reputação". Nosik disse que sua reação provável a essa pressão seria retaliar os usuários em vez de se curvar à pressão deles.

## Conteúdo

### Privacidade
O LiveJournal fornece uma opção destinada a reduzir as chances de os mecanismos de pesquisa indexarem um diário; no entanto, a única maneira de tornar completamente impossível a ocorrência dessa indexação é definir a segurança da entrada como "somente amigos" ou superior ao publicar a entrada pela primeira vez. Se uma entrada for publicada primeiro publicamente e depois editada para refletir um nível de segurança mais alto, ela poderá já ter sido indexada por um mecanismo de pesquisa no período entre a edição de segurança.

## Casos legais e censura

### Processos contra blogueiros
Em 2007, o blogueiro russo Savva Terentyev foi acusado de fomentar o ódio social à equipe do Ministério da Administração Interna e condenado a um ano de liberdade condicional por seu comentário no blog de um jornalista local. Mais tarde, outro número de indivíduos foi acusado de pedir atividades extremistas, difamação e incitação ao ódio interétnico.

### Bloqueio do LiveJournal
Em maio de 2007, o governo chinês começou a bloquear o LiveJournal. De acordo com o Six Apart, havia 8.692 blogueiros chineses autorreferidos no site.
Em outubro de 2010, o LiveJournal foi bloqueado no Cazaquistão por ordem judicial devido a blogs contendo conteúdo extremista.
Em março de 2012, o Uzbequistão começou a bloquear o LiveJournal. Embora a página inicial e muitos dos artigos anunciados continuassem acessíveis, os blogs contribuídos por certos autores conhecidos não puderam ser acessados no Uzbequistão.

## Outros sites executando o mecanismo LiveJournal
O software executando o LiveJournal é principalmente escrito em Perl. Foi um software de código aberto sob a GNU General Public License até 2014, quando o LiveJournal fechou seu repositório de código fonte oficial ao público; a licença continua a ser aplicada ao código antigo antes desta alteração.
Por ser um software de código aberto , muitas outras comunidades foram projetadas usando o software LiveJournal, com recursos e formatos muito semelhantes aos do LiveJournal, incluindo Dreamwidth, InsaneJournal, DeadJournal e GreatestJournal (extinto).